# Campeonato de Gales de Rugby 2010-11
El Campeonato de Rugby de Gales (Principality Premiership) de 2010-11 fue la vigésimo primera edición del principal torneo de rugby de Gales.

## Sistema de disputa
El torneo se disputó en formato de todos contra todos en la que cada equipo enfrentó en condición de local y visitante a cada uno de sus rivales, los primeros tres equipos de la fase regular clasifican a la postemporada, mientras que el que finalice en la última posición desciende directamente a la División 2.

## Clasificación
| Pos. | Equipo                  | Encuentros | Encuentros | Encuentros | Encuentros | Tantos | Tantos | Tantos | Puntos Bonus | Puntos |
| Pos. | Equipo                  | PJ         | PG         | PE         | PP         | F      | C      | Dif    | Puntos Bonus | Puntos |
| ---- | ----------------------- | ---------- | ---------- | ---------- | ---------- | ------ | ------ | ------ | ------------ | ------ |
| 1    | Pontypridd RFC          | 26         | 23         | 1          | 2          | 767    | 382    | 385    | 13           | 107    |
| 2    | Neath RFC               | 26         | 21         | 0          | 5          | 733    | 426    | 307    | 16           | 100    |
| 3    | Llanelli RFC            | 26         | 19         | 0          | 7          | 869    | 486    | 383    | 15           | 91     |
| 4    | Aberavon RFC            | 26         | 17         | 0          | 9          | 804    | 633    | 171    | 15           | 83     |
| 5    | Swansea RFC             | 26         | 12         | 1          | 13         | 761    | 470    | 91     | 21           | 72     |
| 6    | Cross Keys RFC          | 26         | 13         | 1          | 12         | 635    | 543    | 92     | 14           | 68     |
| 7    | Newport RFC             | 26         | 14         | 1          | 11         | 620    | 657    | -37    | 8            | 66     |
| 8    | Tonmawr RFC             | 26         | 12         | 2          | 12         | 614    | 651    | -37    | 13           | 65     |
| 9    | Cardiff RFC             | 26         | 10         | 2          | 14         | 611    | 613    | -2     | 15           | 59     |
| 10   | Bedwas RFC              | 26         | 11         | 0          | 15         | 532    | 665    | -133   | 10           | 54     |
| 11   | Carmarthen Quins RFC    | 26         | 9          | 0          | 17         | 518    | 710    | -192   | 7            | 43     |
| 12   | Pontypool RFC           | 26         | 7          | 1          | 18         | 584    | 718    | -134   | 8            | 38     |
| 13   | Llandovery RFC          | 26         | 6          | 1          | 19         | 511    | 734    | -223   | 11           | 37     |
| 14   | Glamorgan Wanderers RFC | 26         | 3          | 0          | 23         | 489    | 1067   | -578   | 9            | 21     |

|  | Clasificado a la final.     |
|  | Clasificados a semifinal.   |
|  | Descendido a la División 2. |

### Semifinal
| 12 de mayo de 2011 | Neath RFC | 26 - 18 | Llanelli RFC |  |  |

### Final
| 19 de mayo de 2011 | Pontypridd RFC | 18 - 24 | Llanelli RFC |  |  |

| Bandera de Gales |
| Campeón Llanelli |
| Cuarto título    |